# El Faro (Esterri d'Àneu)
El Faro és una muntanya de 1.708 metres que es troba entre els municipis d'Esterri d'Àneu i de la Guingueta d'Àneu, a la comarca del Pallars Sobirà.